# آسیب‌شناسی روانی
دانش آسیب‌شناسی روانی یا سایکوپاتولوژی (به انگلیسی: psychopathology)، به علم مطالعه بیماری روانی گویند که با تمرکز بر ریشه‌های ژنتیکی، بیولوژیکی، عوامل اجتماعی به شیوه‌های درمان آن می‌پردازد که در آن از تکنیک‌های بیماری‌شناسی استفاده می‌شود. به عبارت بهتر، «آسیب‌شناسی روانی یا روان‌شناسی مرضی (Psychopathology) شاخه‌ای از روان‌شناسی است که رفتارهای بیمارگونه یا نابهنجار را بررسی می‌کند؛ به عبارت دیگر، آسیب‌شناسی روانی علم بررسی روان‌شناختی افراد مبتلا به اختلال روانی، بر اساس ناهنجاری‌های رفتاری یا رفتارهای ناسازگارانهٔ آن‌هاست. آسیب‌شناسی روانی به عنوان یکی از پایه‌های اصلی روان‌پزشکی و روان‌شناسی بالینی، دانشی است که اختلال‌های و بیماری‌های روانی را توصیف و طبقه‌بندی می‌کند و به سبب‌شناسی و بررسی علل ایجادکننده اختلال می‌پردازد.»
آسیب‌شناسی روانی زیست‌شناختی (Biological psychopathology) مطالعهٔ سبب‌شناسی زیست‌شناختی ادراک‌ها، رفتارها و تجربیات غیرطبیعی است.
آسیب‌شناسی روانی کودک (Child psychopathology) تخصصی است برای سبب‌کاوی در رفتار کودکان و نوجوانان.
آسیب‌شناسی روانی جانوری (Animal psychopathology) تخصصی است برای سبب‌کاوی جانوران غیرانسانی.